# Jemappes (plaats)
Jemappes is een plaats in de Belgische provincie Henegouwen en een deelgemeente van de stad Bergen. Jemappes was een zelfstandige gemeente tot aan de gemeentelijke herindeling van 1977.

## Geschiedenis
Bij Jemappes vond in 1792 de Slag bij Jemappes plaats. Tijdens de Franse periode na de revolutie en de nieuwe administratieve indeling, wars van historische, was er een departement Jemappes (departement) (komt overeen met het huidige Henegouwen) welke genoemd was naar de slag van Jemappes en dus indirect naar de plaats waar die plaatsvond.
Jemappes werd op het eind van het ancien régime een gemeente.
Op 31 mei 1857 was Jemappes een onverwacht strijdtoneel in het liberale verzet tegen de wet op de liefdadige stichtingen, de zogenaamde kloosterwet. De school van de broeders van de christelijke doctrine, op de Place de Jéricho, werd bekogeld met stenen en de meubelen werden verbrand.
In 1870 werd het gehucht Flénu afgesplitst als zelfstandige gemeente. In 1971 werd de gemeente Flénu weer opgeheven en aangehecht bij Jemappes. Bij de gemeentelijke fusies van 1977 werd Jemappes een deelgemeente van Bergen.

## Bezienswaardigheden
- De Sint-Martinuskerk (Église Saint-Martin) is een neoromaans kerkgebouw van 1863. Bij het begin van de Eerste Wereldoorlog werd hij beschadigd en in 1920 herbouwd.
- De Protestantse kerk (Église protestante)
- De Begraafplaats van Jemappes
- Het voormalige gemeentehuis (1875-1878), ontworpen door Valère Dumortier
- Het gemeentelijk park (Parc communal) is een 20 ha groot park, het voormalig park van het Château de la Motte. Er zijn vijvers en in 1991 werd ook een arboretum aangelegd.
- De obelisk met de haan (le Coq de Jemappes) van 1911 herdenkt de Slag bij Jemappes van 1792.

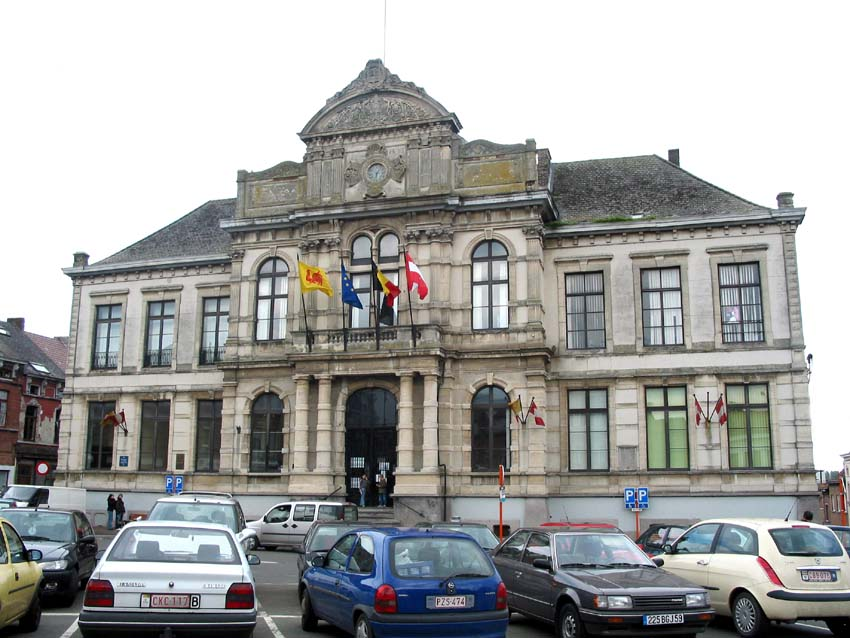
Het oude stadhuis
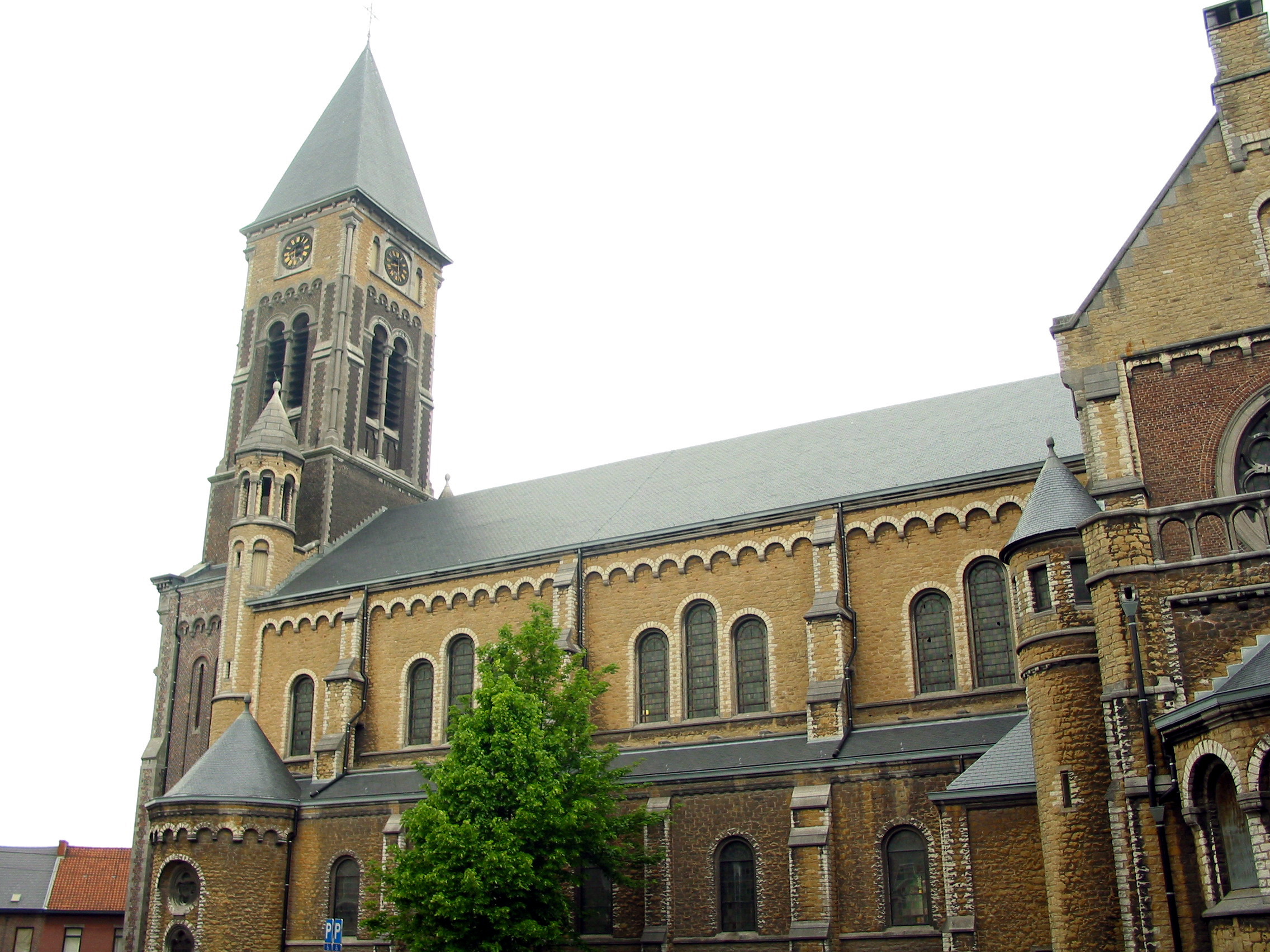
De Sint-Martinuskerk (1863)

## Natuur en landschap
Ten noorden van Jemappes stroomt de Hene die hier gekanaliseerd is. Jemappes is verstedelijkt en omringd door infrastructuur. De hoogte aan de kerk bedraagt 40 meter.

## Economie
Al eind 12e eeuw werd melding gemaakt van steenkoolwinning. Vooral tussen 1810 en 1820 werden veel mijnen geopend. In 1961 werd de laatste mijn gesloten. Naast de mijnbouw ontwikkelde zich een belangrijke metaalindustrie met in 1869 een grote onderneming die smederijen, walserijen en gieterijen omvatte. In 1977 werd dit bedrijf gesloten.

## Demografische ontwikkeling
- Bronnen:NIS, Opm:1831 tot en met 1970=volkstellingen
- 1880: Afsplitsing van Flénu in 1870
- 1976: Fusie met Flénu in 1971

## Bekende inwoners

### Geboren
- Marguerite Tiste (1648-1671), slachtoffer heksenvervolging
- Marcelin Demoulin (1908 - 1965), politicus

## Nabijgelegen kernen
Ghlin, Quaregnon, Flénu, Cuesmes, Bergen